# Преоце
Преоце (алб. Preoc) је насељено место у граду Приштини, на Косову и Метохији. Према попису из 2024. било је 1.779 становника.

## Положај
Преоце је село у средишњем делу Косова, 6 km јужно од Приштине на магистралном путу Приштина-Скопље.

## Историја
По легенди, Преоце је добило назив још за време Турака. Турци су заробили оца и сина српске националности. Када су сина запитали кога пре да убију, њега или оца, он је одговорио да убију пре оца, како човек не би гледао како му убијају сина. Тако је настао назив Преоце.
У селу се налази црква свете Петке подигнута 1938. године на темељима старе цркве брвнаре, пошто село спада у старија насеља у овом делу Косова, јер се претпоставља да потиче још из времена краља Милутина (1284—1321) и подизања манастира Грачанице, иако се у изворима помиње тек у XVII веку.
У издању књиге Бранислава Нушића „КОСОВО — опис земље и народа“, из 1902. године у издању Матице српске у Новом Саду, по приватној статистици коју је писац водио о броју српког становништва на Косову, а у овом случају за село Прејаце у кази (срезу) Приштина у другој половини 19. века у селу је било 23 кућа. Број мушких душа је био 100, а број женских 91; укупан број становника села Прејаце 191.
Локално становништво је пореклом махом из Метохије, а равничарски предео око села погодан је за гајење винове лозе. Током осамдесетих година XX века, већи део улица у селу је асфалтиран. Изграђен је и водовод, да би у наредној деценији била урађена улична расвета и мрежа фиксне телефоније, као и спортска игралишта за мали фудбал и кошарку. Након окончања НАТО бомбардовања СРЈ и повлачења снага безбедности СРЈ из покрајине, село се нашло на удару албанских екстремиста. У лето 2000. године, у заседи недалеко од села убијени су двадесетпетогодишњи Борко Филиповић и Златко Денић.

## Становништво
Према попису из 2011. године, Преоце има следећи етнички састав становништва:
| Националност | 2011.        |
| Срби         | 274 (53.83%) |
| Роми         | 228 (44.79%) |
| Албанци      | 3 (0.59%)    |
| Турци        | 3 (0.59%)    |
| остали       | 1 (0.20%)    |
| Укупно       | 509          |

| Демографија | Демографија | Демографија |
| Година      | Становника  | Становника  |
| ----------- | ----------- | ----------- |
| 1948.       | 428         |             |
| 1953.       | 471         |             |
| 1961.       | 520         |             |
| 1971.       | 585         |             |
| 1981.       | 661         |             |
| 1991.       | 755         |             |
| 2011.       | 509         |             |

### Порекло становништва по родовима
Село је у равници, у такозваном Широком пољу. Јужном страном протиче река Грачанка. Село је старо, али како је од краја 18. века било чифлук, у њему се одржао само један староседелачки род. Други род за који се зна да је био староседелачки (Сердари) преселио се крајем 19. века у село Трн. Последњих деценија турске владавине господари чифтлука су били Џинићи и још две турске куће из Приштине. Село је имало стару цркву брвнару коју су сељани око 1800. године каменом обзидали.
Подаци из 1933:
- Сливари (2 к., Ђурђиц), староседеоци
- Џончићи (5 к., Св. Трифун), стари досељеници од Пећи
- Метојчани (17 к., Ђурђиц), досељени крајем 18. века из Метохије; поред Ђурђица прослављали су још и Ђурђевдан, а као стару заветину за одржавање стоке, када су такође секли колач, држе празник Младенаца
- Главоч (2 к., Ђурђиц), пресељени из Главотина почетком 19. века
- Моравци (1 к., Св. Никола), пресељени око 1860. из Драговца
- Главинчићи (2 к., Св. Никола), пресељени из Доње Гуштерице прво у Лапље село па у Преоце
- Робовчани (1 к., Св. Јован), пресељени око 1890. године из Робовца
- Скулански (3 к., Св. Стефан), пресељени из Скуланова кад и Робовчани
- Здравковић (1 к., Св. Ђорђе Алимпије), доведен као пасторак из Грачанице око 1900. године
- У селу су 1933. године живеле и две породице Рома муслимана.

Презимена која се јављају у селу јесу Перић, Лакић, Лекић, Јовановић, Крстић, Филиповић, Томић, Танасковић, Костић, Миленковић, Митровић, Недељковић, Стаменковић, Стојановић, Ивић, Илић, Филић, Денић, Трифуновић, Јоксимовић и друга.